# 62è Festival Internacional de Cinema de Berlín
El 62è Festival Internacional de Cinema de Berlín va tenir lloc entre el 9 i el 19 de febrer de 2012. El director britànic Mike Leigh fou el president del jurat. Els primers cinc films que es projectarien a la competició es van anunciar el 19 de desembre de 2011. L'actriu nord-armericana Meryl Streep fou guardonada amb l'Os d'Or honorífic el 14 de febrer. La pel·lícula de Benoît Jacquot Les adieux à la reine va obrir el festival. L'Os d'Or a la millor pel·lícula fou atorgat a la pel·lícula italiana Cesare deve morire, dirigida per Paolo i Vittorio Taviani, que també va clausurar el festival.

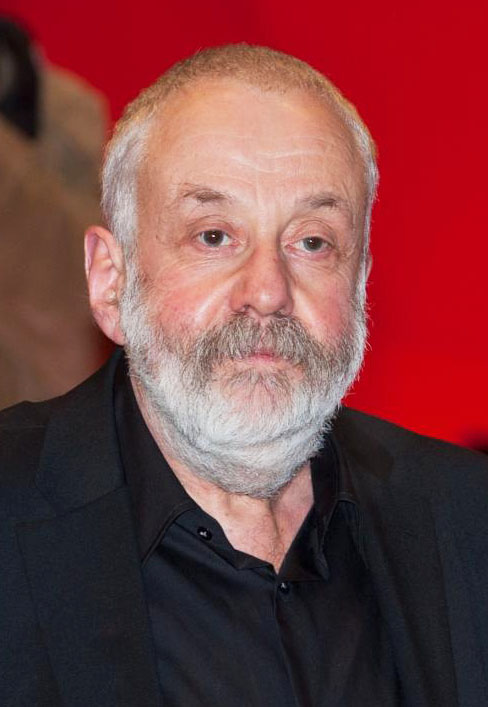
Mike Leigh, president deljurat

## Jurat
El jurat del festival va estar format per:
- Mike Leigh, director britànic (president)
- Anton Corbijn, fotògraf i cineasta neerlandès
- Asghar Farhadi, director iranià
- Charlotte Gainsbourg, actriu francobritànica
- Jake Gyllenhaal, actor estatunidenc
- François Ozon, director francès
- Boualem Sansal, escriptor algerià
- Barbara Sukowa, actriu alemanya

## En competició
Les següents pel·lícules van competir per l'Os d'Or i per l'Os de Plata:
| Títol                 | Director(s)                     | País                                 |
| --------------------- | ------------------------------- | ------------------------------------ |
| Aujourd'hui           | Alain Gomis                     | França, Senegal                      |
| Barbara               | Christian Petzold               | Alemanya                             |
| Cesare deve morire    | Paolo Taviani, Vittorio Taviani | Itàlia                               |
| Captive               | Brillante Mendoza               | Filipines                            |
| Dictado               | Antonio Chavarrías              | Espanya                              |
| À moi seule           | Frédéric Videau                 | França                               |
| Les adieux à la reine | Benoît Jacquot                  | França, Espanya                      |
| Was bleibt            | Hans-Christian Schmid           | Alemanya                             |
| Jayne Mansfield's Car | Billy Bob Thornton              | Rússia, Estats Units                 |
| Csak a szél           | Benedek Fliegauf                | Hongria, Alemanya, França            |
| Gnade                 | Matthias Glasner                | Alemanya, Noruega                    |
| Metéora               | Spiros Stathoulopoulos          | Alemanya, Grècia                     |
| Kebun binatang        | Edwin                           | Indonèsia, Alemanya                  |
| En kongelig affære    | Nikolaj Arcel                   | Dinamarca, Txèquia, Alemanya, Suècia |
| L'enfant d'en haut    | Ursula Meier                    | Suïssa, França                       |
| Tabu                  | Miguel Gomes                    | Portugal, Alemanya, Brasil, França   |
| War Witch/Rebelle     | Kim Nguyen                      | Canadà                               |
| Bai lu yuan           | Wang Quan'an                    | R.P. de la Xina                      |

## Fora de competició
| Títol                               | Director(s)                    | País                       |
| ----------------------------------- | ------------------------------ | -------------------------- |
| Bel Ami                             | Declan Donnellan, Nick Ormerod | Regne Unit                 |
| Extremely Loud and Incredibly Close | Stephen Daldry                 | Estats Units               |
| Jin líng Shí San Chai               | Zhang Yimou                    | R.P. de la Xina            |
| Flying Swords of Dragon Gate        | Tsui Hark                      | Hong Kong, R.P. de la Xina |
| Shadow Dancer                       | James Marsh                    | Regne Unit, Irlanda        |
| Young Adult                         | Jason Reitman                  | Estats Units               |

## Panorama
| Títol                                                               | Director(s) | País                                             |
| ------------------------------------------------------------------- | --- | ------------------------------------------------ |
| 10+10                                                               | Hou Hsiao-hsien, Wang Toon, Wu Nien-jen, Sylvia Chang, Chen Kuo-fu, Wei Te-sheng, Chung Meng-hung, Chang Tso-chi, Arvin Chen, Yang Ya-che | Taiwan                                           |
| La mer à l'aube                                                     | Volker Schlöndorff | França, Alemanya                                 |
| Death for Sale                                                      | Faouzi Bensaïdi | França                                           |
| Dollhouse                                                           | Kirsten Sheridan | Irlanda                                          |
| Elles                                                               | Małgorzata Szumowska | França, Polònia, Alemanya                        |
| Varanasi                                                            | Jeon Kyu-hwan | Corea del Sud                                    |
| Fon tok kuen fah                                                    | Pen-Ek Ratanaruang | Tailàndia, França                                |
| Indignados                                                          | Tony Gatlif | França                                           |
| Iron Sky                                                            | Timo Vuorensola | Finlàndia, Alemanya, Austràlia                   |
| Keep the Lights On                                                  | Ira Sachs | Estats Units                                     |
| Kuma                                                                | Umut Dag | Àustria                                          |
| Leave It on the Floor                                               | Sheldon Larry | Estats Units, Canadà                             |
| L'âge atomique                                                      | Héléna Klotz | França                                           |
| Hotboy nổi loạn và câu chuyện về thằng Cười, cô gái điếm và con vịt | Vũ Ngọc Đãng | Vietnam                                          |
| Love                                                                | Doze Niu | Taiwan                                           |
| Mommy Is Coming                                                     | Cheryl Dunye | Alemanya                                         |
| My Brother the Devil                                                | Sally El Hosaini | Regne Unit                                       |
| Mai-wei                                                             | Kang Je-gyu | Corea del Sud                                    |
| Parada                                                              | Srđan Dragojević | Sèrbia, Croàcia, Macedònia del Nord, Eslovènia   |
| Die Wand                                                            | Julian Roman Pölsler | Àustria, Alemanya                                |
| Wilaya                                                              | Pedro Pérez Rosado | Espanya                                          |
| The Woman Who Brushed Off Her Tears                                 | Teona Strugar Mitevska | Macedònia del Nord, Alemanya, Eslovènia, Bèlgica |
| Xingu                                                               | Cao Hamburger | Brasil                                           |

## Premis

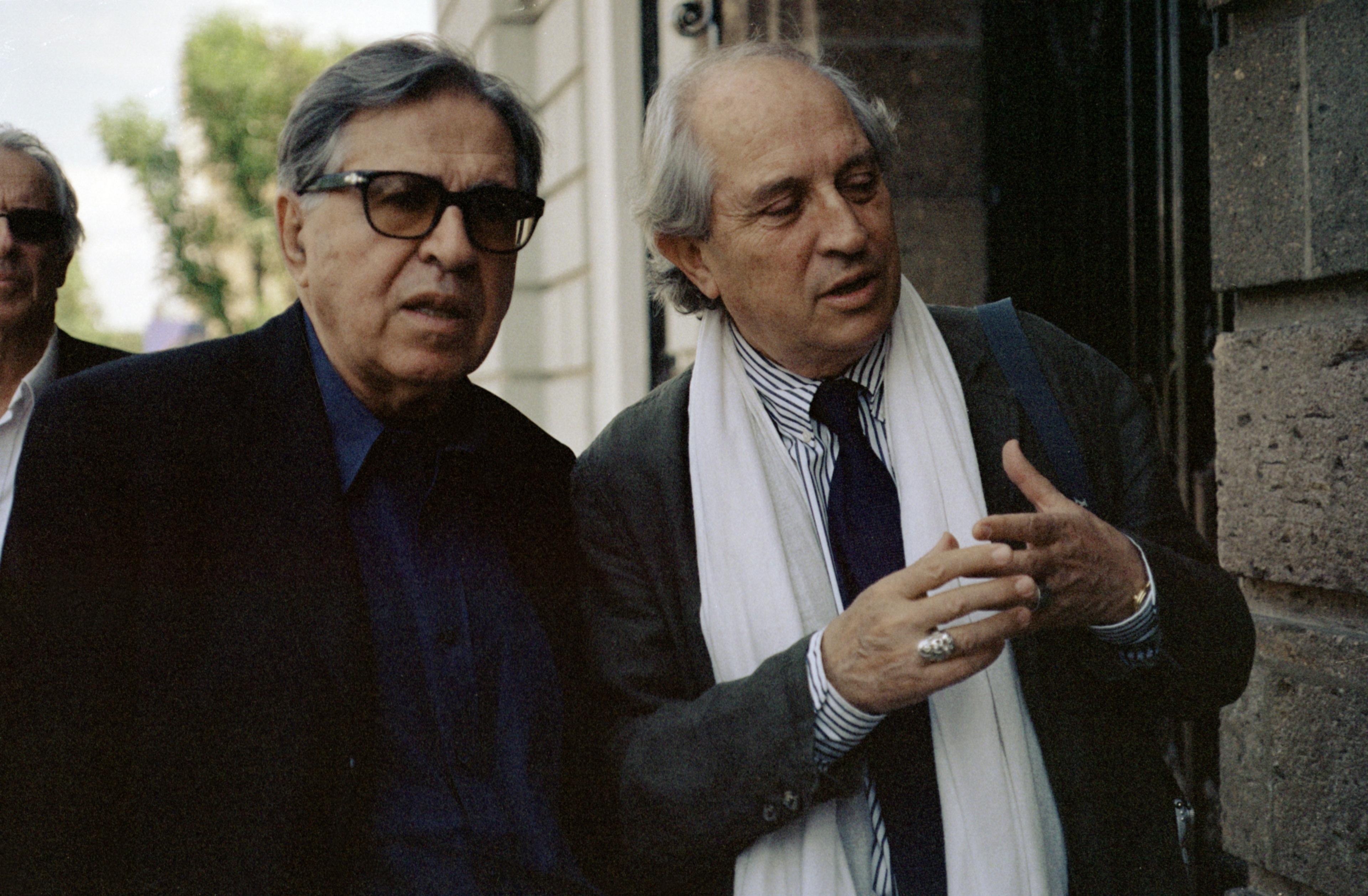
Germans Taviani, guanyadors de l'Os d'Or del festival

El jurat va atorgar els següents premis:
Os d'Or a la millor pel·lícula: Cesare deve morire dels germans Taviani.
The Hollywood Reporter va descriure el resultat com «un gran malestar». Der Spiegel va dir que era una «selecció molt conservadora». Der Tagesspiegel va criticar el resultat: «El jurat va rebutjar gairebé totes les pel·lícules contemporànies que eren admirades o debatudes en un festival d'una manera bastant notable». Paolo Taviani va dir: «Esperem que quan es mostri la pel·lícula al públic general, els cinemàtics es diguin a si mateixos o fins i tot a qui els envolten […] que fins i tot un pres que tingui una sentència terrible, fins i tot una condemna perpètua, és un ésser humà». Vittorio Taviani va llegir els noms del repartiment.
Ossos de Plata
- Premi Especial del Jurat: Csak a szél de Benedek Fliegauf
- Millor director: Christian Petzold per Barbara
- Millor actriu: Rachel Mwanza per War Witch
- Millor actor: Mikkel Følsgaard per En kongelig affære
- Os de Plata a la contribució artística: Lutz Reitemeier per la fotografia a Bai lu yuan
- Os de Plata al millor guió: Nikolaj Arcel i Rasmus Heisterberg per En kongelig affære
- Premi Alfred Bauer pel treballa a una innovació particular: Tabu de Miguel Gomes
- Premi Especial – os de Plata: L'enfant d'en haut d'Ursula Meier

Os d'Or honorífic
- Meryl Streep

Ossos de Cristall
- Generation Kplus (Pel·lícula): Arcadia d'Olivia Silver
- Generation 14plus (Pel·lícula): Night of Silence de Reis Çelik

Premis FIPRESCI
- Competició: Tabu de Miguel Gomes
- Panorama: Atomic Age de Héléna Klotz
- Forum: Hemel de Sacha Polak

Os d'Or al millor curtmetratge: Rafa de João Salaviza